# Valerius Aedituus
Lucius Valerius Aedituus est un poète romain de la fin du IIe siècle et du début du Ier siècle av. J.-C., auteur d'épigrammes. Son nom est associé à celui de Lutatius Catulus et de Porcius Licinus par Aulu-Gelle, qui le qualifie de vetus poeta et nous a transmis deux de ses épigrammes, et Apulée.
Les deux épigrammes conservées, en distiques élégiaques, ont un thème amoureux et révèlent l'influence de la poésie alexandrine.